# Henrique Meirelles
Henrique de Campos Meirelles (Anápolis, 31 de agosto de 1945) es un ejecutivo, empresario y político brasileño. Ejecutivo del sector financiero brasileño e internacional, y expresidente del Banco Central de Brasil (BCB), cargo que ocupó de 2003 a 2011. Ha presidido el Consejo de Administración de J&F Inversiones, dueña del Banco Original, JBS, Vigor, entre otras empresas. Ha sido también miembro del Consejo de Administración de la compañía Azul Linhas Aéreas Brasileiras. Desde el 12 de mayo de 2016 es ministro de Hacienda de Brasil, en  el gobierno de Michel Temer.
Fue candidato del Movimiento Democrático Brasileño, el partido gobernante, para las elecciones presidenciales de 2018. Aunque es apreciado por el empresariado, sufrió la gran impopularidad del presidente Michel Temer, del que intento desvincularse durante la campaña. Obtuvo el 1,2% de los votos.
Tiene una fortuna de 377,5 millones de reales, según su declaración de bienes. Su nombre apareció en los Paradise Papers en 2017.

## Biografía
Meirelles es hijo de Hegesipo de Campos Meirelles, que fue interventor federal interino en Goiás del 5 al 19 de diciembre de 1946 y exabogado del Banco del Estado de Goiás; y de Diva Silva de Campos, una estilista de vestidos de prometida.
Dejó la ciudad de Anápolis para cursar ingeniería civil en la Escuela Politécnica de la Universidad de São Paulo, donde se formó en 1972. En 1974, concluyó un MBA por el Instituto COPPEAD de Administración de la Universidad Federal de Río de Janeiro.
Meirelles está considerado como un hombre inquieto y workaholic. Duerme sólo cinco horas por noche y realiza reuniones a horas intempestivas. En la década de 1960, Meirelles participó de uno de los primeros cursos en el Autódromo de Interlagos donde adquirió habilidades de piloto.

## Trayectoria
Su carrera se inició en 1974 en el BankBoston donde trabajó durante 28 años con actuación nacional e internacional. En 1984, por indicación de un miembro del consejo del BankBoston, Meirelles cursó un máster llamado Advanced Management Program (AMP) de la Harvard Business School, un curso para ejecutivos que asumirán la presidencia de grandes corporaciones. Meirelles también recibió un título honorário de doctor por el Byant College.
En junio del mismo año, retornó a Brasil y fue nombrado presidente del BankBoston en el país, cargo que ocupó por 12 años.
En 1996, Meirelles se trasladó a Boston (Estados Unidos), y asumió el cargo de Presidente y COO del BankBoston mundial. Ocupó el cargo hasta 1999. En 1999, el BankBoston Corp. se fundió con el Fleet Financial Group, formando el FleetBoston Financial, donde  asumió la presidencia. Mientras vivió en Estados Unidos, Meirelles fue un asiduo de la Casa Blanca y de la presidencia de Bill Clinton.
En 2002, Meirelles retornó a Brasil tentado por la política y la empresa privada. Tras ser elegido diputado federal, en 2003 fue nombrado presidente del Banco Central de Brasil, puesto en el que estuvo ocho años. En 2012, por invitación del Presidente del Consejo de Administración de la compañía JBS, Joesley Batista, Henrique Meirelles asumió la presidencia del Consejo Consultivo de J&F, holding que controla siete empresas, entre ellas JBS, la mayor empresa de carnes del mundo. El Grupo J&F obtuvo una facturación estimada de R$ 65.000 millones (2012).
Considerado una de las figuras más respetadas del ambiente financiero brasileño, al comienzo de 2012 Meirelles recibió 12 ofertas de empleo del sector privado, de entre ellas la presidencia de los bancos Barclays y Goldman Sachs en Brasil.

## Carrera política
Con una juventud marcada por actuaciones públicas, cuando formó parte del movimiento estudiantil de Goiânia y lideró huelgas contra el precio de los pasajes de autobuses y de material escolar, e influenciado por una familia de políticos – su abuelo fue alcalde de Anápolis tres veces, su padre ocupó cargos en la Secretaría del Estado de Goiás dos veces y tuvo un tío Gobernador - Meirelles inició a partir de 2002 su carrera política. En ese año fue candidato a diputado federal en Goiás por el PSDB y fue elegido con el mayor número de votos en el estado - 183 mil votos.
Su éxito electoral y el apoyo del mercado financiero internacional conquistado durante toda su carrera profesional en el sector privado hicieron que Meirelles fuera elegido por el presidente Lula da Silva para ocupar el cargo de presidente del Banco Central de Brasil, adoptando una política liberal durante este periodo. En 2003, Meirelles renunció al cargo de diputado federal en Goiás y se apartó del PSDB para asumir la presidencia del Banco Central de Brasil (BCB). Meirelles estuvo el frente del BCP durante los ocho años de gobierno del presidente Lula da Silva y, en noviembre de 2010, anunció su salida.
En 2005, fue el primer presidente del BCB en obtener formalmente el estatus de Ministro del Estado.
En el inicio de 2010, Meirelles descartó una posible candidatura al Gobierno de Goiás por el partido PMDB a petición del presidente Lula da Silva, que le pidió que siguiera al frente del Banco Central hasta el momento que pudiera concursar a cargo electo, en el inicio de abril de 2011. En 2011, tres meses después del anuncio de su salida de la presidencia del Banco Central y a invitación de la presidenta Dilma Rousseff, Meirelles asumió el cargo en el llamado Consejo Público Olímpico. Su misión, con mandato de cuatro años, fue la de coordinar todas las inversiones para la realización de los Juegos Olímpicos de 2016, en Río de Janeiro. Con un presupuesto de R$ 30 millones, Meirelles actuó con autonomía en la coordinación de obras federales, provinciales y municipales hasta 2014.
En 2014, Meirelles fue invitado por el candidato al gobierno de São Paulo por el PMDB, Paulo Skaf, para disputar Senado Federal en su lista. Meirelles rechazó la oferta. En 2015, Meirelles fue sustituido por la empresaria Luiza Trajano en el Consejo Público Olímpico.
En 2015, hubo rumores de que Meirelles habría sido elegido por el expresidente Lula da Silva para ser el ministro de Hacienda en el 2.º mandato de la presidenta Dilma Rousseff. Esa hipótesis no se concretó y Joaquim Levy asumió el ministerio.
A mediados de 2015, después de discordias internas en el Ejecutivo y desgastes en el Congreso Nacional, volvieron a surgir rumores de que Henrique Meirelles podría ser una fuerte posibilidad de sustitución al Ministro de Hacienda Joaquim Levy.
Con la toma de posesión de Michel Temer como presidente interino de la República, en mayo de 2016, Henrique Meirelles fue nombrado Ministro de Hacienda.

### Gestión en el Banco Central de Brasil
Con actuación durante los ocho años de gobierno Lula da Silva (2003-10), Meirelles fue el presidente del Banco Central de Brasil que se mantuvo más tiempo en el cargo. Su gestión en el Banco Central se inició en un momento en que la economía del país estaba en crisis. Con una inflación del 12,5% al año, tasa de interés real del 18,5%, reservas internacionales de US$ 38.000 millones -considerada baja - y con el cambio del dólar próximo a R$4,00. Su primera medida fue llevar el Comité de Política Monetaria del Banco Central una bajada de los intereses bancarios. Meirelles fue siempre favorable a acelerar la caída de intereses para favorecer la competitividad. Otros miembros del gobierno alegaban que con una inflación más alta el país podría tener un crecimiento mayor.
Meirelles presentó una inflación dentro de la meta establecida por el Consejo Monetario Nacional en todos los años de su gestión, excepto en 2003, cuando por una reacción del mercado al liderazgo de Lula en la disputa presidencial, hubo un cierto "deterioro de expectativas".
Según el IBGE, el periodo de gestión de Henrique Meirelles fue lo que presentó el más largo ciclo de crecimiento de la historia reciente del país, con una tasa del 3% al año por más de 60 meses.
En 2003, el crecimiento fue del 1,1%. En 2004, pasó para 5,7%. En 2005, 2006 y 2007, el PIB (Producto interior bruto) avanzó, respectivamente, 3,2%, 4% y 6,1%. El año de 2008, la economía brasileña creció 5,1%.
En 2004, la inflación, medida por la IPCA, había reculado hasta el 7,6% y en 2005 fue del 5,69%. En 2006, el IPCA apuntó un 3,14% y en 2008, con un fuerte crecimiento de la economía, avanzó hasta el 5,9%.
En 2005, Meirelles fue el primer presidente del BCB en obtener formalmente el estatus de Ministro de Estado.
Al final de su gestión, Meirelles presentó un crecimiento en el cajero del país que pasó de R$ 38.000 millones a R$ 280.000 millones. Según especialistas, ese fue un factor primordial para que el país pasara por la crisis internacional de 2008 y 2009 sin mayores consecuencias. Según Gustavo Franco, director ejecutivo de la compañía Río Bravo, en entrevista con la revista Época, la estabilidad y defensa del país durante la crisis internacional de 2009 estuvo directamente vinculada a la actuación de Henrique Meirelles al frente del Banco Central, que tuvo la habilidad de mantener el rumbo durante la crisis y evitar así la desestabilización de la economía.
Al final de sus dos mandatos, Henrique Meirelles fue considerado como responsable de reducir la inflación a la mitad y bajar la tasa de interés a su nivel más bajo de la historia, en 2009.

## Actuación en la J&F Holding
Meirelles fue invitado por Joesley Batista para presidir el Consejo de Administración de la J&F, la holding controladora de las empresas JBS, Banco Original, sistema bancario social MMM subsidiária del Banco Zions, Vigor Alimentos, Eldorado Brasil (papel y celulosa), Flora Higiene Personal, Floresta Agropecuaria y Canal Rural, asumiendo el cargo en 5 de marzo de 2012. El Grupo J&F había terminado 2011 con una facturación de R$ 65.000 millones, cerca de 145.000 operarios y negocios en más de 22 países.
Batista confió a Meirelles la función de profesionalizar la compañía creando mecanismos de toma de decisión más independientes. Meirelles fue también responsable de la expansión del negocio dentro y fuera del país, a través del cobro de resultados de ejecutivos y definición de estrategias objetivando la apertura de capital de la empresa, en el futuro.
Con el anuncio de la llegada de Meirelles, las acciones de la JBS subieron hasta 4,4%. 
En 2015, el Banco Original, una de las empresas de la holding J&F poseía R$ 4.600 millones de activos totales, que lo colocaban en la posición 57.ª de entre los mayores bancos del país.
El Banco Original inició en 2015 un proyecto comandado por Meirelles de transformar el banco en 100% digital, que no habrá agencias y todos los servicios serán ofertados a través de la web.

## Otros Cargos
- Presidente del Consejo de la J&F Inversiones.[7]
- Miembro del Consejo de la Lloyd's de Londres.[7]
- Miembro del Consejo de Administración de la Azul Líneas Aéreas.[7][8][9]
- Consejero del rector de John F. Kennedy School of Government, de Harvard.[16]
- Consejero del Rector de la MIT, en Cambridge.[16]
- Consejero del Centro de Estudios Latino Americanos de Washington University.[16]
- Chairman de la Sociedad de Revitalização de la Ciudad de São Paulo.[22]
- Fundador y Presidente Asociación Brasileña de las Empresas de Leasing.[22]
- Miembro de la FTI Consulting.[24]
- Presidente la Asociación "Viva el Centro" que defiende la revitalização de la región céntrica de la ciudad de São Paulo.[49]
- Presidente emérito de la Asociación Brasileñas de Bancos Internacionales.[49]
- Director de la Cámara del Comercio de São Paulo.[49]
- Miembro del consejo de las instituciones de enseñanza Harvard Kennedy School of Government, Sloan School of Management del MIT , Carroll School of Management de Boston College, Conservatório de Música de la Nueva Inglaterra y del Instituto de Arte Contemporáneo de Boston.[16][49][31]

## Premios y distinciones
- Brasileño del Año en la Economía - Revista ES DECIR.[18]
- Mejor Banquero Céntrico de Américas - Revista The Banker, Londres.[18]
- Mejor Banquero de América Latina en 2006.[18]
- 2010 - Premio Lide - Personalidad del Año.[50]
- 2008 - Premio Bravo Awards - Financista del Año.[51]
- 2008 - Premio Emerging Market Awards - Mejor Banquero Céntrico para América Latina.[52]